# Roy Herman
Roy Herman (in ebraico רועי הרמן‎?; 21 giugno 2000) è un calciatore israeliano, difensore dell'Hapoel Tel Aviv.

## Carriera

### Club
Cresciuto nel settore giovanile dell'Hapoel Ra'anana, ha esordito in prima squadra il 6 giugno 2020, disputando l'incontro di Ligat ha'Al perso per 2-0 contro l'Hapoel Kfar Saba.

### Nazionale
Ha militato nella nazionale israeliana Under-19.

## Statistiche

### Presenze e reti nei club
Statistiche aggiornate al 21 luglio 2022.
| Stagione        | Squadra            | Campionato      | Campionato | Campionato | Coppe nazionali | Coppe nazionali | Coppe nazionali | Coppe continentali | Coppe continentali | Coppe continentali | Altre coppe | Altre coppe | Altre coppe | Totale | Totale |
| Stagione        | Squadra            | Comp            | Pres       | Reti       | Comp            | Pres            | Reti            | Comp               | Pres               | Reti               | Comp        | Pres        | Reti        | Pres   | Reti   |
| --------------- | ------------------ | --------------- | ---------- | ---------- | --------------- | --------------- | --------------- | ------------------ | ------------------ | ------------------ | ----------- | ----------- | ----------- | ------ | ------ |
| 2019-2020       | Hapoel Ra'anana    | LhA             | 0+5        | 0          | CI+TC           | -               | -               |                    | -                  | -                  |             | -           | -           | 5      | 0      |
| 2020-2021       | Hapoel Ra'anana    | LL              | 24         | 2          | CI              | 0               | 0               |                    | -                  | -                  |             | -           | -           | 24     | 2      |
| 2021-2022       | Beitar Gerusalemme | LhA             | 23+2       | 1+0        | CI+TC           | 2+0             | 0               |                    | -                  | -                  |             | -           | -           | 27     | 1      |
| 2022-2023       | Botev Plovdiv      | 1L              | 0          | 0          | CB              | 0               | 0               | UECL               | 0                  | 0                  |             | -           | -           | 0      | 0      |
| Totale carriera | Totale carriera    | Totale carriera | 54         | 3          |                 | 2               | 0               |                    | 0                  | 0                  |             | -           | -           | 56     | 3      |